# جووانی باتیستا پیازتا
جووانی باتیستا پیازتا (به ایتالیایی: Giovanni Battista Piazzetta) زندگی در (۱۳ فوریه ۱۶۸۲ - ۲۳ آوریل ۱۷۵۴) یک نقاش روکوکو ایتالیایی و از افراد مذهبی بود.

## نگارخانه

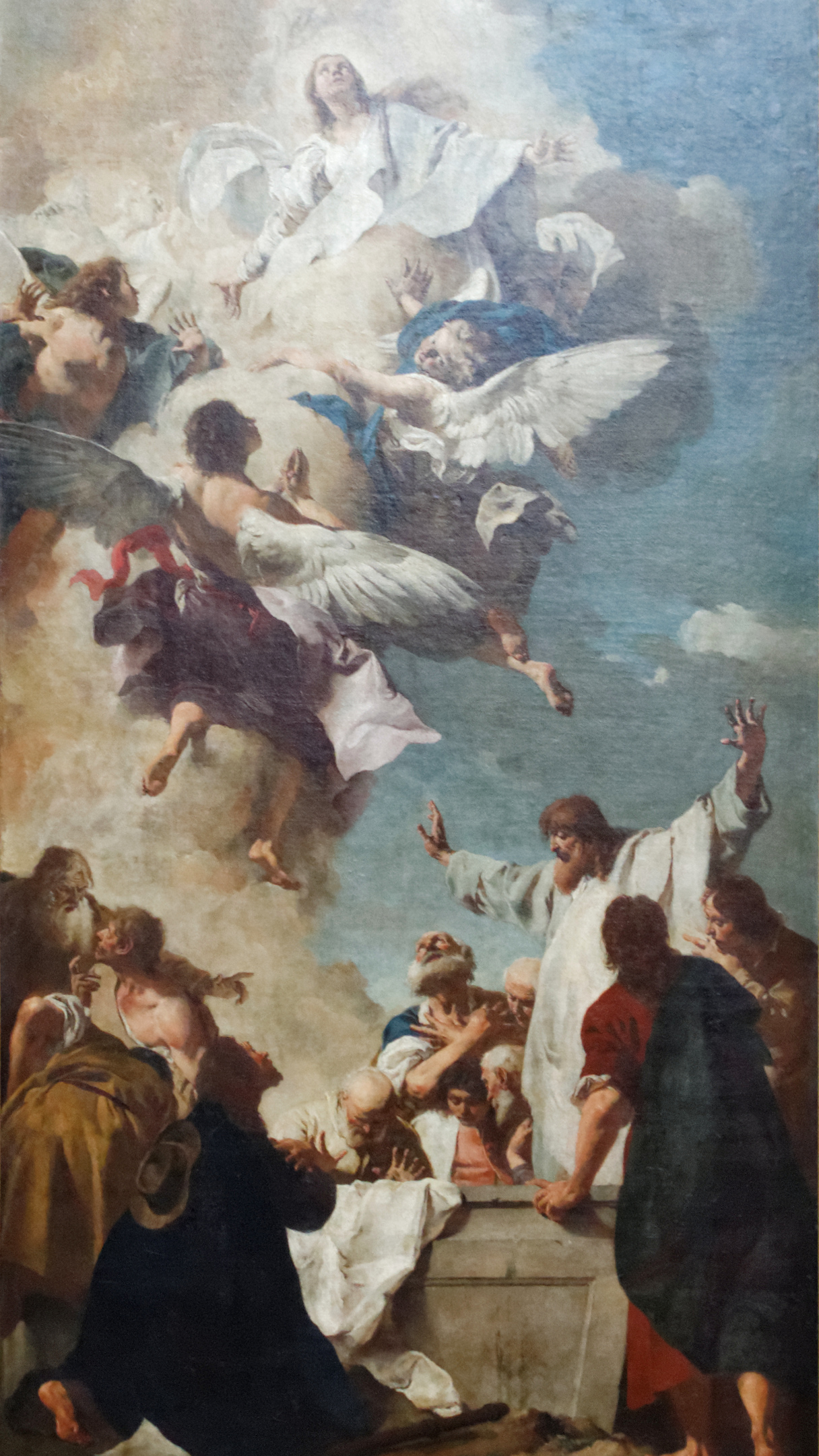
نقاشی از حضرت مریم در سال ۱۷۳۵، رنگ و روغن روی بوم، در موزه لوور پاریس
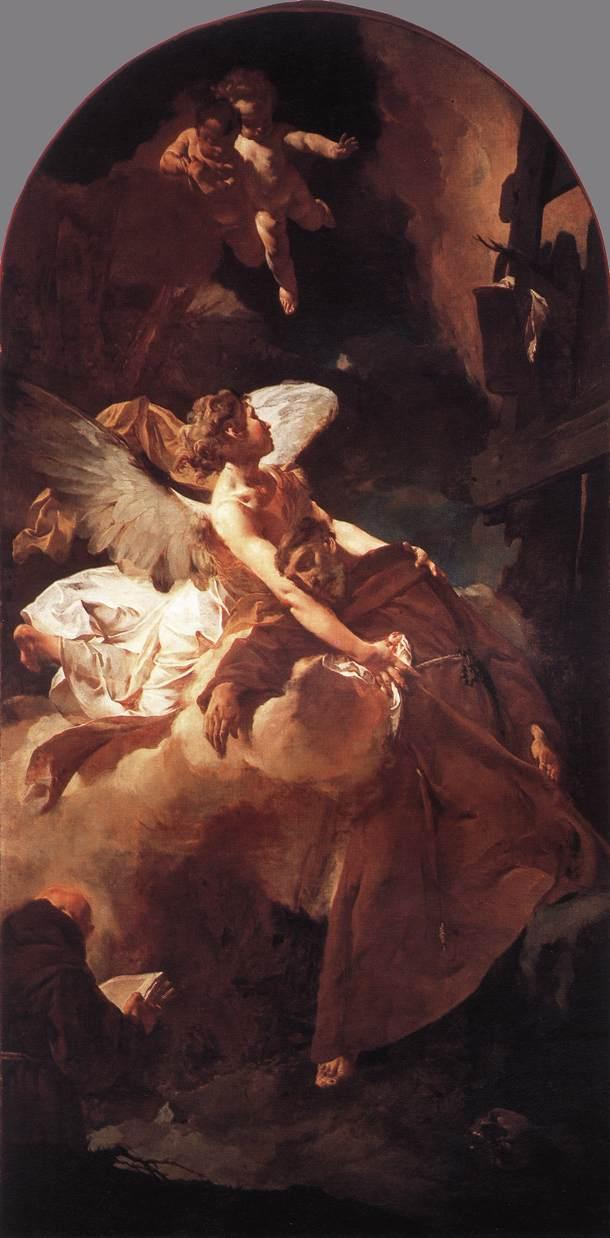
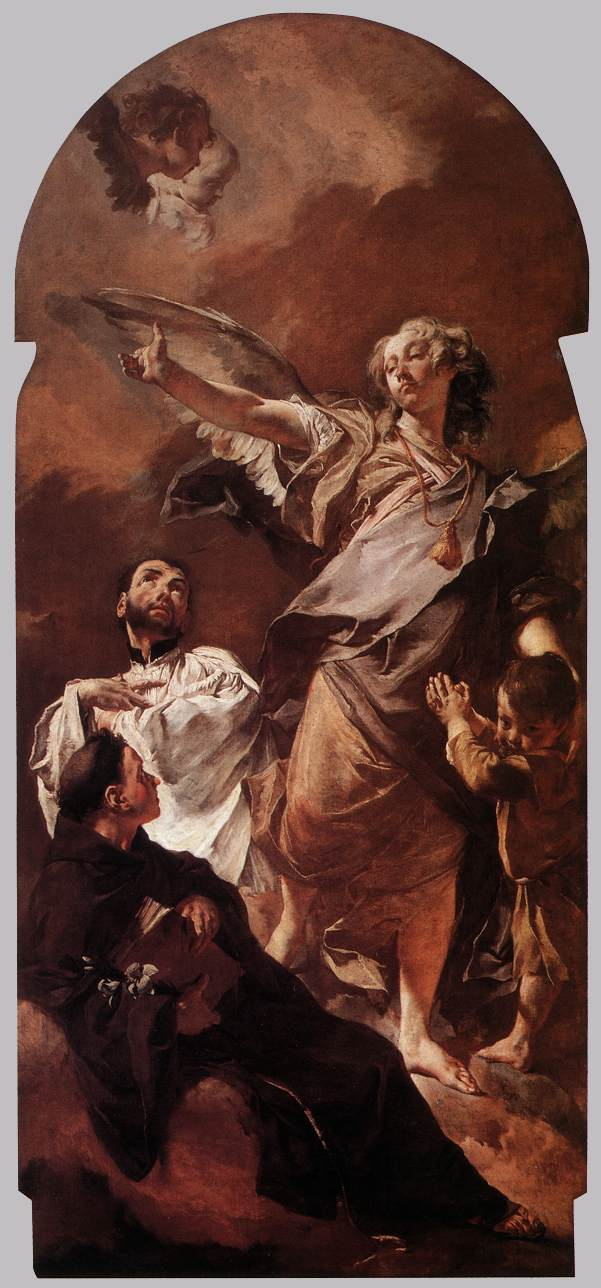
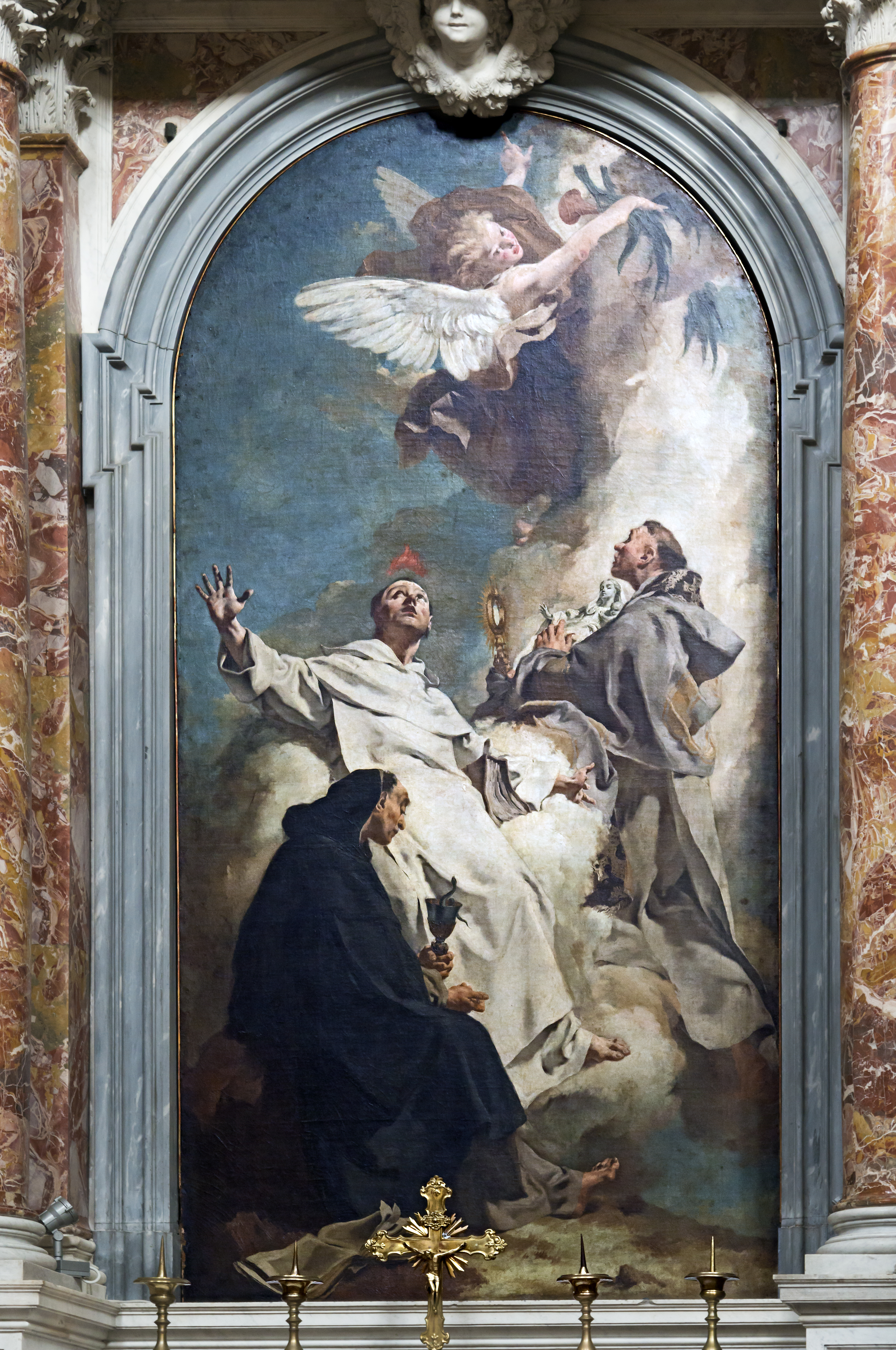
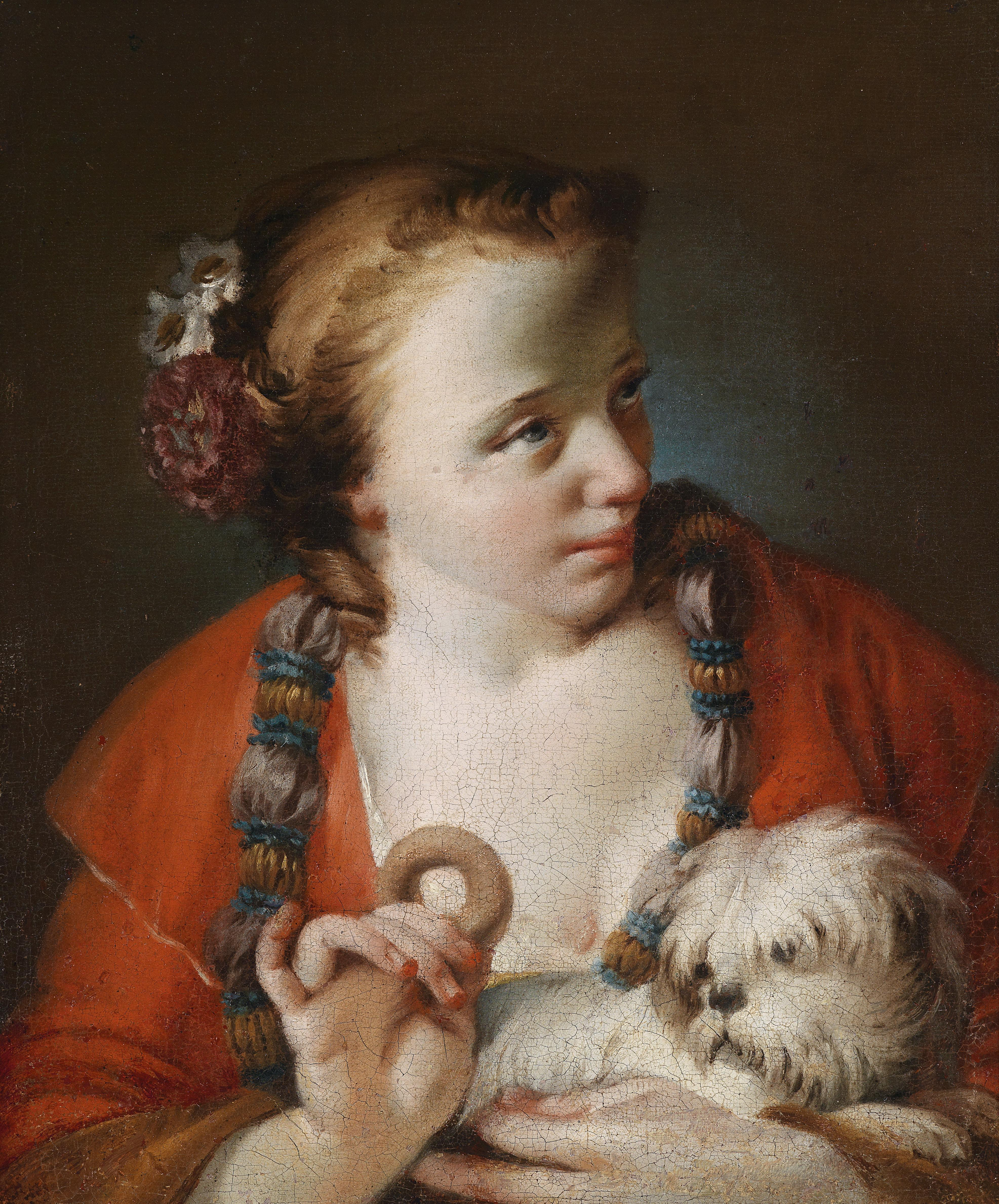
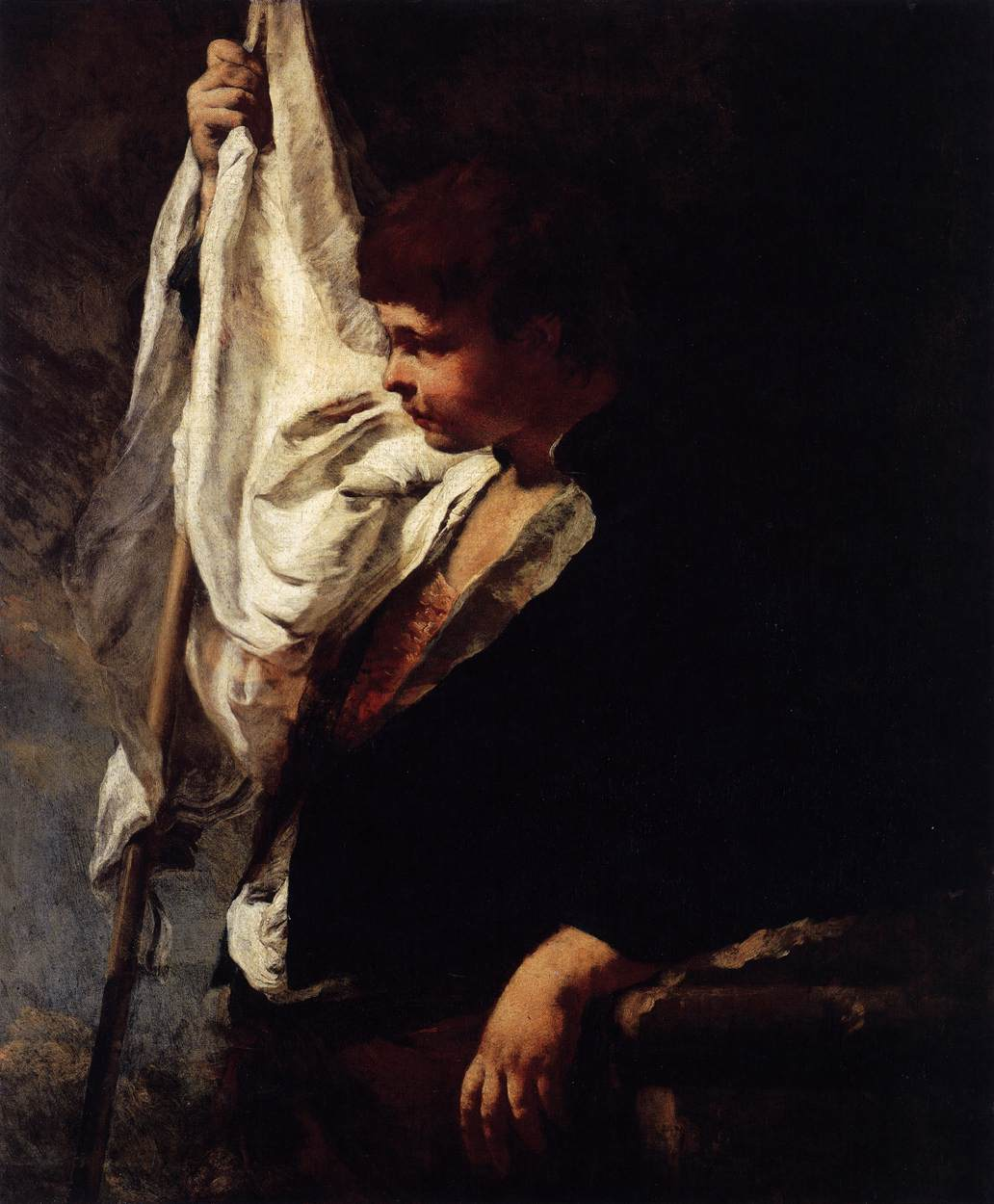
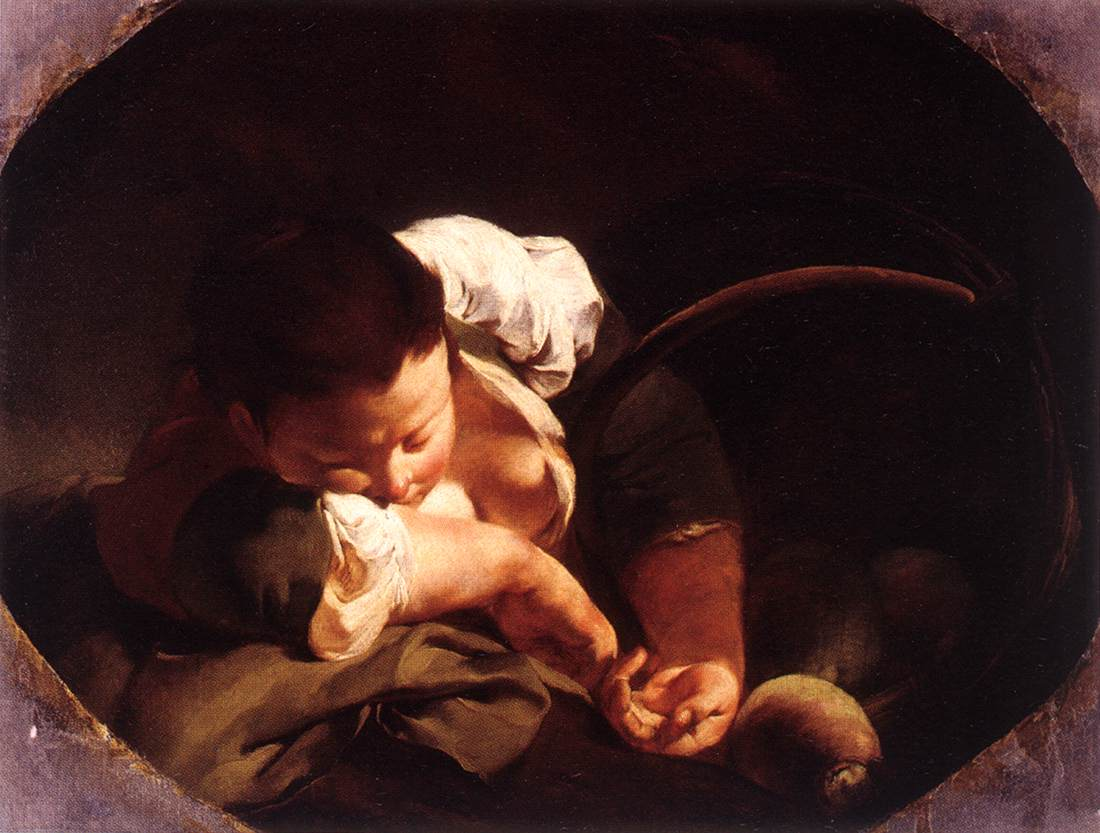
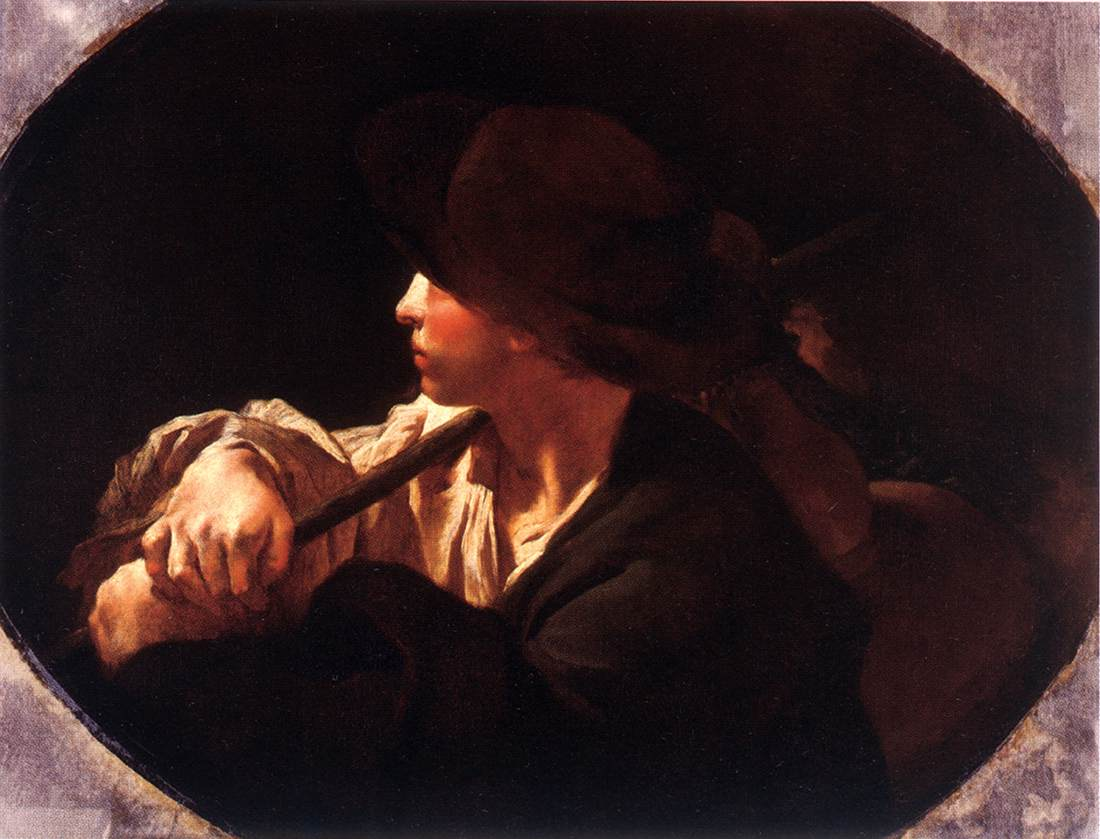